# Diemar Moering

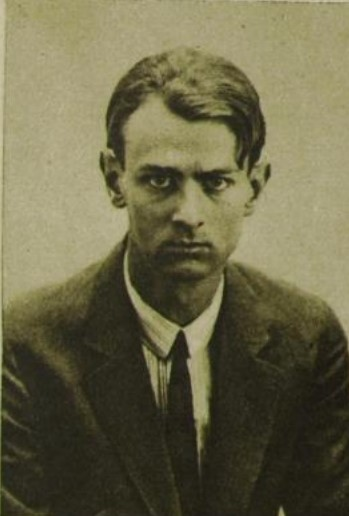
Diemar Moering (vor 1931)

Diemar Moering, eigentlich: Curt Carl (auch Kurt Karl) Franz Möhring, (* 5. August 1902 in Charlottenburg; † 26. April 1944 in Berlin) war ein deutscher Schriftsteller und Lyriker.

## Leben
Moering war der Sohn des Friseurs Carl August Richard Möhring und seiner Ehefrau Meda Bertha geb. Radestock. Drei Monate nach der Machtergreifung der Nationalsozialisten heiratete er am 24. April 1933 in Berlin die elf Jahre ältere, jüdische Sekretärin Fri(e)da Vettin geb. Elias (* 13. November 1890 in Berlin). Die Ehe wurde 1938 wieder geschieden. Durch die Scheidung verlor seine ehemalige Ehefrau den Schutz einer Mischehe. Sie wurde im Oktober 1941 in das Ghetto Litzmannstadt deportiert und ermordet.
Über Moerings berufliche Ausbildung ist nichts Weiteres bekannt. Kürschners Deutscher Literatur-Kalender von 1934 gibt als Wohnadresse die Wiesbadner Straße 85 in Berlin-Friedenau an. Im Berliner Adreßbuch 1934 findet sich kein Eintrag Diemar Moering, aber stattdessen „Kurt Möring, Schriftsteller, Friedenau, Wiesbadner Str. 85“, der wohl dieselbe Person meint. Der Nachtrag Nekrolog 1936–1970 nennt als seine Arbeitsgebiete „Lyrik, Novelle, Feuilleton“.
Moering starb 1944 im Alter von 41 Jahren in seiner Wohnung in Berlin-Wannsee. Als Todesursache wurde in der Sterbeurkunde chronischer Herzfehler und Nierenentzündung genannt, als Beruf wurde Lektor angegeben.

## Werk
In den Jahren 1928 bis 1935 veröffentlichte Moering vier Lyrikbände, wovon die beiden letzten im Verlag Die Rabenpresse von Victor Otto Stomps erschienen. Seine Gedichte wurden in mehrere Anthologien aufgenommen (Stimmen der Jüngsten (1927), Mit allen Sinnen (1932)) und sogar in die elitäre Zeitschrift Das Innere Reich (Oktober 1934). Außerdem veröffentlichte er zwischen 1929 und 1941 zahlreiche Gedichte und Prosatexte im „Unterhaltungsteil“ regionaler Tages- und Wochenzeitungen, die fast ausschließlich in Westfalen und im Rheinland ihren Standort hatten.
Neben seiner Lyrik veröffentlichte Moering kurze Geschichten und Feuilletons in Zeitschriften, die ein bis zwei Seiten nicht überschritten. Er las seine Gedichte mehrfach im Rundfunk und verfasste zudem ein 1936 ausgestrahltes „Hörbild“. Mindestens zwei seiner Gedichte wurden in den späten 1930er Jahren zu Liedern bzw. Chören vertont. In der Verherrlichung der schwieligen Hände der körperlich Arbeitenden entsprechen sie dem Zeitgeist.
Moerings Lyrik kann nicht als expressionistisch bezeichnet werden. Die Merkmale der „Strophen stärkster Intensität und eigener Beschaulichkeit“ sind „ihre, an die klassische Tradition anknüpfende, formale Geschlossenheit und die völlig unzeitgemäße, ganz vom schweifenden Gefühl bestimmte Gestaltung ihrer Motive. … [Um] das Positive zu betonen: Bekenntnis zum Herzen, Heimkehr zur Romantik – im modernen Gedicht.“ Die „sinnlich farbige Darstellung landschaftlicher Themen“ rückt Moering in die Nähe von „Georg Britting, Theodor Kramer, Manfred Sturmann, Max Herrmann-Neiße, … Werner Schumann.“ Seine Liebesgedichte „kreisen in Glück und Ueberschwang, in Dankbarkeit, inniger Gemeinschaft und tiefer Betätigung um die Eine, die ‚Irdische‘, die liebende und geliebte Frauengestalt und finden in ihr zugleich den Zugang zur großen Natur, zur mütterlichen Erde und zu der Gottheit in ihr und allem Geschaffenen.“
Als Moering zu Heft 7, Oktober 1934 der Zeitschrift Das Innere Reich ein Gedicht namens Wach auf! beisteuerte, handelte es sich dabei nicht um einen national-konservativen politischen Aufruf (den man in dieser Zeitschrift erwarten würde), sondern um ein Tagelied in der Tradition höfischer mittelalterlicher Lyrik, das den Abschied zweier Liebender nach gemeinsam verbrachter Nacht thematisiert. Der unpolitische Dichter blieb dies auch in den Jahren des Nationalsozialismus, in denen seine Veröffentlichungen in Zeitschriften spärlicher wurden und im Juni 1941 ganz versiegten.
In der Anthologie »Beständig ist das leicht Verletzliche« ist Moering mit dem Gedicht Havelländischer Kanal (1932) vertreten.

## Werke (Auswahl)

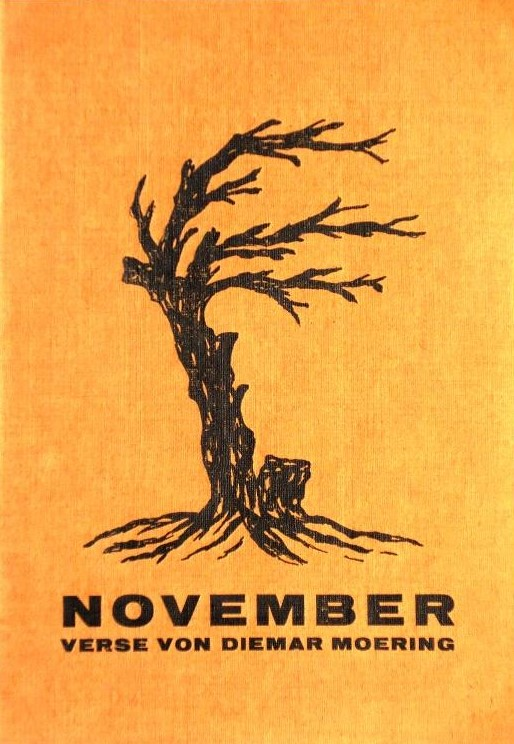
November. Verse von Diemar Moering. „Der Aufbruch“ Verlag Kurt Virneburg, 1928.

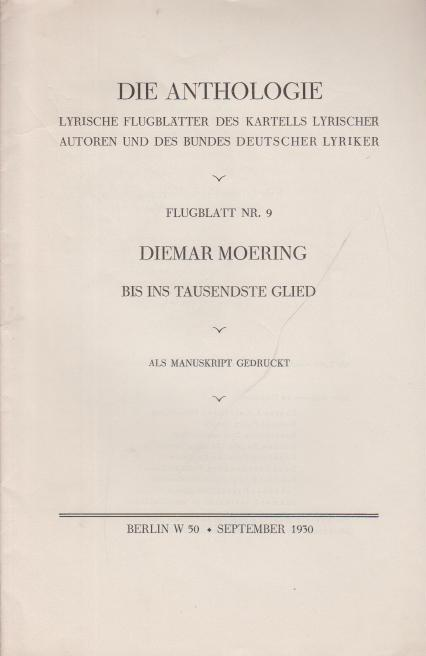
Diemar Moering: Bis ins tausendste Glied. Verlag A. R. Meyer, 1930.

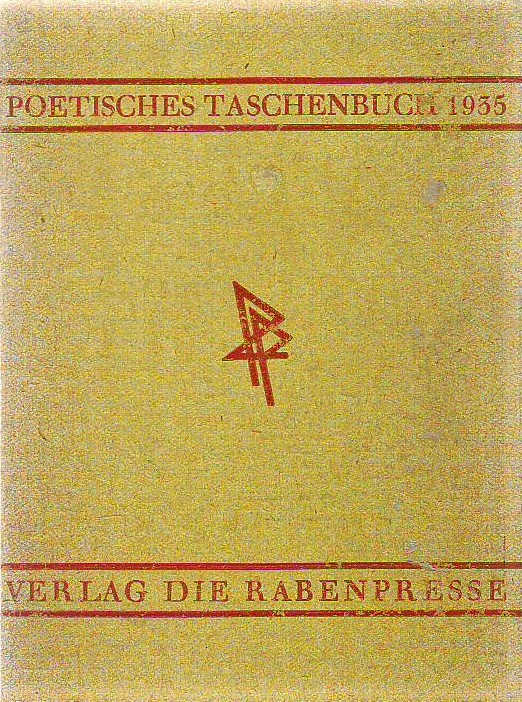
Poetisches Taschenbuch 1935, Verlag Die Rabenpresse.

### Vier Zeilen von Diemar Moering
Aus: Havelländischer Kanal
Brakige Wasser durchädern verrottetes Moor.

Das Ufer, das endelos sich in die Ebenen sehnt,

beschlafen die Weiden, stumm in ihren Schatten gelehnt.

Und Rinder durchbrechen schnaufend das zuchtlose Rohr.

### Lyrik

#### Eigene Lyrikbände
- November. Verse von Diemar Moering. (Aufbruch-Bücherei, Heft 4). Kurt Virneburg Verlag „Der Aufbruch“, Berlin / L. A. Kittler, Leipzig 1928.
- Bis ins tausendste Glied. Als Manuskript gedruckt (Die Anthologie – Lyrische Flugblätter des Kartells Lyrischer Autoren und des Bundes Deutscher Lyriker, Flugblatt Nr. 9) Verlag A. R. Meyer, Berlin-Wilmersdorf, 1930. Druck: Bernhard Sporn, Zeulenroda, September 1930.
  - Rezension: y: Neue Lyrik. In: Gießener Anzeiger: General-Anzeiger für Oberhessen vom 11. März 1931, Seite 9[12]
- Die Muschel. Gedichte. (Die schwarzen Hefte, Band 3). Verlag Die Rabenpresse, Berlin / C. E. Krug, Leipzig 1932.
- Die Irdische. Gedichte. Verlag Die Rabenpresse, Berlin 1935.
  - Rezension: y: Neues für den Büchertisch. In: Gießener Anzeiger: General-Anzeiger für Oberhessen vom 9. Oktober 1935, Seite 6[14]

#### Beiträge in Anthologien
- Kurt Virneburg (Hrsg.): Stimmen der Jüngsten. Gedichtsammlung. Verlag der Aufbruch, Berlin 1927.
- Carl Dietrich Carls und Arno Ullmann (Hrsg.): Mit allen Sinnen. Lyrik unserer Zeit. Rembrandt-Verlag, Berlin 1932.
  - Selbstanzeige: Carl Dietrich Carls: „Mit allen Sinnen“ Neue lyrische Anthologie, herausgegeben von Carl Dietrich Carls und Arno Ullmann (Rembrandt-Verlag, Berlin SW. 11). In: General-Anzeiger für Dortmund und das gesamte rheinisch-westfälische Industriegebiet vom 21. Dezember 1932, Seite 3[13]
- Paul Alverdes und Karl Benno von Mechow (Hrsg.): Das Innere Reich. Zeitschrift für Dichtung, Kunst und deutsches Leben. Jahrgang 1, Heft 7 (Oktober 1934), München, Verlag Albert Langen/Georg Müller. Beitrag von Moering: Wach auf!
  - Rezension: Zeitschriften. In: Wittener Tageblatt: verbunden mit der Annener Zeitung vom 2. Oktober 1934, Seite 4, mit Erwähnung von Moering[17]
- V. O. Stomps (Hrsg.): Poetisches Taschenbuch 1935. Verlag Die Rabenpresse, Berlin 1935.
- V. O. Stomps (Hrsg.): Löse und Binde. Poetisches Taschenheft 1936. Verlag Die Rabenpresse, Berlin 1936.
- Wulf Kirsten (Hrsg.): »Beständig ist das leicht Verletzliche« Gedichte in deutscher Sprache von Nietzsche bis Celan Ammann Verlag, Zürich 2010, ISBN 978-3-250-10535-0. Seite 725 und 1019 f.

#### Beiträge in Zeitschriften
Moering veröffentlichte Lyrik in Zeitschriften wie zum Beispiel Simplicissimus, Die Weltbühne, Die neue Linie, Deutsche Allgemeine Zeitung, Gießener Familienblätter. Beilage zu Gießener Anzeiger, Kölnische Zeitung, Westfälische neueste Nachrichten mit Bielefelder General-Anzeiger und Handelsblatt, sowie Westfälische neueste Nachrichten: NS-Volksblatt für Westfalen: Westfälische Zeitung: Amtliches Organ der NSDAP und sämtlicher Behörden und Westfälische Zeitung: Bielefelder Tagblatt.

### Prosa

#### Kurzgeschichten in Zeitschriften
Prosa in Form von Kurzgeschichten im Ausmaß von ein oder zwei Seiten veröffentlichte Möring in folgenden Zeitschriften: Uhu, Deutscher Morgen (Aurora Allemá) (Wochenzeitung São Paulo), Der Führer, Dortmunder Zeitung, Haaner Zeitung, Hakenkreuzbanner: NS-Tageszeitung für Mannheim und Nordbaden, Sonntag-Ausgabe, Hildener Rundschau, Illustriertes Sonntagsblatt, Mittelrheinische Landes-Zeitung, National-Zeitung: amtliches Blatt der Nationalsozialistischen Deutschen Arbeiterpartei (Wittgensteiner Ausgabe), Neue Mannheimer Zeitung: NMZ: Mannheimer Neues Tageblatt, Ausgabe B, Oberbergischer Bote: das Tageblatt des schaffenden Volkes; amtliche Zeitung der NSDAP; Kreisblatt des Oberbergischen Kreises, Rhein- und Ruhrzeitung, Westfälische neueste Nachrichten mit Bielefelder General-Anzeiger und Handelsblatt, Westfälische neueste Nachrichten: NS-Volksblatt für Westfalen: Westfälische Zeitung: Amtliches Organ der NSDAP und sämtlicher Behörden, Westfälische Zeitung: Bielefelder Tagblatt.

#### Feuilletons in Zeitschriften
Zudem schrieb er Feuilletons für das Rheinische Volksblatt, für die Velberter Zeitung : Nevigeser Volkszeitung : Heiligenhauser Zeitung und für Westfälische neueste Nachrichten mit Bielefelder General-Anzeiger und Handelsblatt.

### Rundfunksendungen
- Sender Breslau, 16. Juni 1933: Die Wiederkunft.[9]
- Sender Breslau, 17. Oktober 1933: Zur Kritik der Zeit.[10]
- Sender Leipzig, 10. April 1936, 20:00 Uhr: Die Mannschaft. Ein Hörbild vom Rudersport von Diemar Moering[71]

### Vertonungen
- Lied der Schmiede (Wir Schmiede sind ein rauh Geschlecht und dienen Gott als treue Knecht). Komponist Leopold Müller. In: Neue Saat. Lieder aus der Zeit, für die Zeit. 1. Folge: Volk an der Arbeit. 1937 SV392-1, Seite 12.[72]
  - weitere Vertonung von Hubert Eckhartz[73]
- Hymne auf die Arbeit. Komponist Armin Haag. Männer-, Frauen- und Jugendchor mit Blechbläsern und Pauken, Orgel ad libitum. © 15. April 1936 Hans Kessler, Trier[74]